# Grupo Lumen de Comunicação
Grupo Lumen de Comunicação (também nomeado Lumen Comunicação) foi um conglomerado de mídia, subsidiária do Grupo Marista. Fundada em 1994, possuía sede em Curitiba, capital do estado do Paraná, e administrava estações de rádio e uma emissora de televisão concessionadas pelas Fundações Nossa Senhora do Rocio e Champagnat, além de atuar nas áreas de produção audiovisual, produção cultural e mídias customizadas.

## Emissoras
Todos os empreendimentos de comunicação foram absorvidos pela Rede Evangelizar de Comunicação, iniciando pela Rádio Paraná em 2007 (que se tornou Rádio Evangelizar) até 2019, com a administração da Clube FM.
- Clube FM (Controle de operação transferida para a Associação Evangelizar é Preciso)
- TV Lumen
- Lumen FM
- Rádio Clube B2[5]
- Rádio Paraná
- Lumen Clássica — webrádio voltada para a música clássica